# Eeswar
 (mai 2023).
La mise en forme du texte ne suit pas les recommandations de Wikipédia : il faut le « wikifier ».
Les points d'amélioration suivants sont les cas les plus fréquents. Le détail des points à revoir est peut-être précisé sur la page de discussion.
- Les titres sont pré-formatés par le logiciel. Ils ne sont ni en capitales, ni en gras.
- Le texte ne doit pas être écrit en capitales (les noms de famille non plus), ni en gras, ni en italique, ni en « petit »…
- Le gras n'est utilisé que pour surligner le titre de l'article dans l'introduction, une seule fois.
- L'italique est rarement utilisé : mots en langue étrangère, titres d'œuvres, noms de bateaux, etc.
- Les citations ne sont pas en italique mais en corps de texte normal. Elles sont entourées par des guillemets français : « et ».
- Les listes à puces sont à éviter, des paragraphes rédigés étant largement préférés. Les tableaux sont à réserver à la présentation de données structurées (résultats, etc.).
- Les appels de note de bas de page (petits chiffres en exposant, introduits par l'outil «  Source ») sont à placer entre la fin de phrase et le point final[comme ça].
- Les liens internes (vers d'autres articles de Wikipédia) sont à choisir avec parcimonie. Créez des liens vers des articles approfondissant le sujet. Les termes génériques sans rapport avec le sujet sont à éviter, ainsi que les répétitions de liens vers un même terme.
- Les liens externes sont à placer uniquement dans une section « Liens externes », à la fin de l'article. Ces liens sont à choisir avec parcimonie suivant les règles définies. Si un lien sert de source à l'article, son insertion dans le texte est à faire par les notes de bas de page.
- La présentation des références doit suivre les conventions bibliographiques. Il est recommandé d'utiliser les modèles {{Ouvrage}}, {{Chapitre}}, {{Article}}, {{Lien web}} et/ou {{Bibliographie}}. Le mode d'édition visuel peut mettre en forme automatiquement les références.
- Insérer une infobox (cadre d'informations à droite) n'est pas obligatoire pour parachever la mise en page.

Pour une aide détaillée, merci de consulter Aide:Wikification.
Si vous pensez que ces points ont été résolus, vous pouvez retirer ce bandeau et améliorer la mise en forme d'un autre article.
Pour plus de détails, voir Fiche technique et Distribution.
Eeswar est un film d'action dramatique en langue télougou indienne réalisé par Jayanth C. Paranji en 2002, mettant en scène l'acteur Prabhas dans son premier rôle  et l'actrice Sridevi Vijaykumar. Siva Krishna et Revathi jouent des rôles secondaires. 
Il a marqué les débuts cinématographiques de Prabhas, neveu de l'acteur télougou populaire Krishnam Raju. Cependant, l'acteur n'est devenu populaire qu'à la sortie de son blockbuster Varsham .
Le film a été doublé en hindi sous le nom de Humla: The War (2009) et en bengali sous le nom de Bhalobashar Jeet.

## Synopsis
Eeswar (Prabhas), un gamin ayant perdu sa perdu sa mère, vis à Dhoolpet, un bidonville de la vieille ville d'Hyderabad, où il traîne avec sa bande d'amis. Le père d'Eeswar (Siva Krishna) fabrique du gudumba (boisson alcoolisée) avec l'aide des gens du quartier. 
Eeswar a un jour un coup de foudre en apercevant une belle jeune fille, Indu (Sridevi Vijaykumar), qui se rend a l'université. Entre-temps, le père d'Eeswar se remarie avec Sujatha (Revathi) qui l'attendait depuis 20 ans, afin qu'elle puisse être une bonne mère pour Eeswar. Malheureusement, Eeswar déteste sa belle-mère, pensant que son père l'a épousée afin de profiter des plaisirs mondains.
Le père d'Indu s'avère être un député local (Kolla Ashok Kumar) qui déteste les pauvres. Apprenant la relation de sa fille avec Eeswar, il envoie ses hommes de main pour se débarrasser de lui. La suite de l'histoire et ses rebondissements se déroulent dans la deuxième partie du film.
Eeswar aborde des thèmes tels que l'injustice sociale, la lutte contre le mal et le pouvoir de l'amour. Le film propose des scènes d'action captivantes et des séquences émotionnelles intenses.

## Distribution
- Prabhas : Eeswar
- Sridevi Vijaykumar : Indu
- Siva Krishna : le père d'Eeswar
- Revathi : la belle-mère d'Eeswar
- Kolla Ashok Kumar : le père d'Indu
- Bramanandam : le prêtre
- Hanumanthu
- N. Hari Krishna
- Abhinaya Krishna : Abhi, ami d'Eeswar
- Allari Subhashini : amie d'Eeswar
- Pavala Shyamala

## Musique
La musique a été composée par R. P. Patnaik et publiée par la société Aditya Music. Toutes les chansons ont été écrites par Sirivennela Seetharama Sastry.
| Eeswar | Eeswar                 | Eeswar                                         | Eeswar | Eeswar | Eeswar | Eeswar | Eeswar | Eeswar | Eeswar |
| No     | Titre                  | Chanteur(s)                                    | Durée  |        |        |        |        |        |        |
| ------ | ---------------------- | ---------------------------------------------- | ------ | ------ | ------ | ------ | ------ | ------ | ------ |
| 1.     | Ameerpet               | R. P. Patnaik                                  | 4:30   |        |        |        |        |        |        |
| 2.     | Olammo Olammo          | R. P. Patnaik, Usha                            | 3:47   |        |        |        |        |        |        |
| 3.     | Gundelo Valava         | Rajesh Krishnan, Usha                          | 4:57   |        |        |        |        |        |        |
| 4.     | Dhindhirana            | Rajesh Krishnan, Usha                          | 4:30   |        |        |        |        |        |        |
| 5.     | Innallu                | Rajesh Krishnan, Usha                          | 4:14   |        |        |        |        |        |        |
| 6.     | Kotaloni Rani          | Rajesh Krishnan, Usha, Nihal, Lenina, Kousalya | 4:21   |        |        |        |        |        |        |
| 7.     | Thillana (Theme Music) | R. P. Patnaik                                  | 1:39   |        |        |        |        |        |        |
| 27:58  |                        |                                                |        |        |        |        |        |        |        |

## Réception
Un critique d'Idlebrain.com a déclaré que « Dans l'ensemble, c'est un film moyen et ça vaut la peine d'être regardé pour tous les curieux qui veulent voir comment Prabhas s'en est sorti ».
Un critique de Sify a estimé que « Dans l'ensemble, le nouveau film Eeswar du réalisateur Jayant C. Paranji, connu pour Takkari Donga, est décevant ».
Sur le site Fullhyd.com, on peut encore lire « Prabhas, avec son apparence négligée, peut ne pas vous impressionner au premier abord, mais il gagne lentement en attrait à vos yeux ».